# Macdunnoa persimplex
Macdunnoa persimplex is een haft uit de familie Heptageniidae. De wetenschappelijke naam van de soort is voor het eerst geldig gepubliceerd in 1929 door McDunnough.
De soort komt voor in het Nearctisch gebied.